# Religija u Srbiji
Religija u Srbiji zastupljena je s nekoliko vjerskih zajednica.

## Povijest
U starom vijeku ovdje su bile poganske vjere balkanskih naroda. Dolaskom Rimljana uz lokalne kultove proširila se starorimska religija. Bili su nazočni i mitraistički kultovi te kultovi Jupitera Dolichenskog. Na jugu je bilo tragova kultova mitraizma. Širenje kršćanstva postupno se širilo i veći dio došao je u dodir s kršćanstvom od 2. do 5. stoljeća. Seoba naroda istiskuje kršćanske tradicije i oživljavaju poganski kultovi naroda koji su bili u prolasku ili su se zadržali. Dolaskom Slavena stigla je staroslavenska vjera. U srednjem vijeku Srbija južno od Dunava pokrštava se pod utjecajem Bizanta i od tada je tradicijski zemlja istočne Crkve. Velika šizma cementirala je to stanje, premda su zbog političkih razloga srpski monarsi ponekad primali vladarske oznake od pape, a ne od carigradskog patrijarha. Krajevi sjeverno od Dunava tradicijski su dio zapadne Crkve, što se postupno mijenja od velike seobe Srba u južnu Ugarsku. Zapadni raskol nije se ticao Srbije. Srbija južno od Dunava tradicijski je pravoslavna. Osmanska osvajanja pogodila su Srbiju i vrlo se raširio islam, najviše u gradovima. Kroz osmansku državu u Srbiju dolaze židovski trgovci. Protestantizam je ostavio traga toliko što su se u panonske krajeve doselili protestantski narodi nakon oslobađanja Vojvodine od Osmanlija i što je kalvinizam među Mađarima bio simbol mađarstva. Uskoro se u te krajeve doseljavaju i židovski vjernici (poljsko-njemački). Oslobađanje Srbije od Osmanskog Carstva pratila je i politika kojom su se muslimani morali rekristijanizirati ili iseliti. Stara Raška ostala je koridor Osmanskog Carstva prema najzapadnijem osmanskom posjedu BiH, zbog čega je i danas ondje velika koncentracija muslimana u Srbiji. U Jugoslavijama se sprovodila tiha politika poticanja iseljavanja muslimana u Tursku, osobito u Kraljevini Jugoslaviji. Padom Austro-Ugarske Mađari i Nijemci bili su smanjenih prava i dio ih je iselio u matične zemlje, a dio se postupno posrbio. U drugom svjetskom ratu ovdašnja je židovska zajednica strahovito stradala u Holokaustu, zbog čega su ju nacistički vođe proglasili za prvu zemlju bez Židova ("Judenfrei"). Nakon drugog svjetskog rata prisiljeni su na odlazak gotovo svi Nijemci, a u Vojvodinu su naseljavani ponajviše Srbi i Crnogorci iz pasivnih krajeva, te je postupno promijenjena vjerska i nacionalna struktura tih krajeva, odnosno Vojvodina je ostala bez mnogo katolika i protestanata, a dobila pravoslavce te nešto malo katolika i muslimana po kolonizacijskom ključu. Doba jugokomunizma za posljedicu je ostavilo ateizaciju društva u smislu odbacivanja vjere ili zapuštanja vjerskih tradicija. Gušenje hrvatskog proljeća i antihrvatska histerija u Jugoslaviji pogodovala je odlasku ili asimilaciji katoličkih Hrvata, tako da je i taj dio katoličkog elementa smanjen. Ekonomske migracije u drugoj polovici 20. stoljeća i poslije dovele su druge vjere u velike gradove, ponajviše Beograd. Osobito uoči, tijekom i nakon velikosrpske agresije na Hrvatsku, katolici (ponajviše Hrvati) su predbjegli, ubijani, izbjegli ili prognani iz Srbije, prije svega Vojvodine. Osamostaljenjem Kosova Srbija je ostala bez većinski muslimanske pokrajine ali i bez dijela tamošnjeg katoličkog stanonvništva, čime je opao udio muslimana i katolika u Srbiji.

## Vjerska struktura
Procjene koje navodi CIA govore za 2011. o sljedećem vjerskom sastavu:
- pravoslavni (Srpska pravoslavna Crkva) 84,6%
- katolici 5%
- muslimani (suniti) 3,1%
- protestanti 1%
- ateisti 1,1%
- ostali 0,8%
- neizjašnjeni ili nepoznato 4,5%

## Galerija
- Širenje kršćanstva u Europi i na Sredozemlju.
- Europa u doba velike podjele 1054. godine.
- Religija u Europi, na Sredozemlju i na Bliskom Istoku 1100.
- Zapadni raskol. Pristaše avignonskog (crveno) i rimskog (plavo) pape. 1409. slika se mijenja pojavom pisanskog pape. Zemljovid još nije potpun i točan.
- Religije u Europi 1560.